# Benthuizen
Benthuizen is een dorp in de gemeente Alphen aan den Rijn, in de Nederlandse provincie Zuid-Holland. Benthuizen ligt ten noordoosten van en bijna tegen Zoetermeer aan en telt ongeveer 3.590 inwoners (2023). Een bezienswaardigheid in Benthuizen is de molen De Haas, gebouwd in 1772.

## Geschiedenis
De naam van het ambacht 'Benthusen' wordt voor het eerst genoemd in documenten in de 13e eeuw. In 1282 krijgt Dirk van Teylingen van Floris V, graaf van Holland, een gebied rond Waddinxveen in bruikleen. De grens van dat gebied wordt in de leenakte aangegeven met een aantal ambachten, waaronder 'Benthusen'. Het dorp moet dan ook voor die tijd ontstaan zijn. Tijdens deze periode nam de bevolking snel toe en werden de uitgestrekte veenwildernissen in dit gebied ontgonnen. 
Het toponiem 'Benthuizen' is een samenstelling van de uitgang '-huizen', dat een gangbare aanduiding voor een woongebied was vanaf de Karolingische periode, en 'bent' dat (onder andere (en in dit geval waarschijnlijk)) een andere benaming is voor struisgras.
Het afsteken van turf uit de veengronden in de omliggende gebieden vormde eeuwenlang een belangrijke bron van inkomsten voor de inwoners van het dorp, zoals ook terugkomt in het wapen van de voormalige gemeente Benthuizen (de langwerpige blokjes zijn turfbriketten). De intensieve turfwinning leidde tot het veranderen van grote stukken land in veenplassen. De bevolking van Benthuizen nam hierdoor af. De bij Benthuizen liggende gehuchten Benthorn en Hogeveen raakten door deze ontwikkeling zelfs ontvolkt en zouden later bij de gemeente Benthuizen worden gevoegd. Na het inpolderen (de Benthuizerpolder ontstond) van de grote watermassa's nam de bevolking weer toe en kreeg het dorp een sterk agrarisch karakter. In deze tijd was de stad Rotterdam ambachtsheer van het dorp. In 1899 telde het dorp 645, voornamelijk hervormde, inwoners.
Tijdens de periode van grote woningbouwprojecten buiten de grote steden in de jaren '60 en '70 van de 20e eeuw verrees ook in Benthuizen veel nieuwbouw. Dit zorgde voor een aanzienlijk vergroting van het dorp en instroom van veel nieuwe bewoners van buiten de regio. In 2005 werd ten oosten van Benthuizen gestart met de aanleg van de HSL-Zuid (de tunnel van de HSL-Zuid onder het Groene Hart begint bij Benthuizen) en ten zuiden/zuidoosten van het dorp is het Bentwoud aangelegd. Tussen 2015 en 2025 zijn grotere en minder grootschalige nieuwbouwprojecten gepland, waaronder de nieuwe wijk 'Bentwijck', die aan de oostkant verrijst.

## Gemeentelijke herindelingen
Tot 1991 was Benthuizen een zelfstandige gemeente. Vanaf 1991 fuseerden de gemeentes Benthuizen, Hazerswoude en Koudekerk aan den Rijn in Rijneveld, vanaf 1993 genaamd Rijnwoude. In 2011 werd beslist dat Rijnwoude zou fuseren met de gemeenten Boskoop en Alphen aan den Rijn. Gezien de ligging van Benthuizen vlak bij Zoetermeer besloot men een referendum te organiseren met de vraag of het dorp onderdeel van deze nieuwe gemeente moest worden of bij Zoetermeer moest gevoegd worden. Uiteindelijk koos ruim 70% van de stemmers voor de nieuwe ABR-gemeente (die later 'Alphen aan den Rijn' zou heten) en ruim 29 % voor Zoetermeer. Aldus is sinds 1 januari 2014 Benthuizen deel van de fusiegemeente Alphen aan den Rijn.

## Verkeer en vervoer
Benthuizen ligt aan de N209, plaatselijk met de naam 'Nieuwe Hoefweg' (tussen de aansluiting met de A12 en de 'Heerewegh') en 'Hoogeveenseweg' (tussen 'Heerewegh' en 'Provincialeweg', richting Hazerswoude-Dorp). Er zijn lokale uitvalswegen naar Zoetermeer, Hazerswoude-Dorp en Gelderswoude. Er zijn drie bushaltes op de Bentwoudlaan voor lijn 165 (Alphen aan den Rijn - Zoetermeer). De lijn stopt in beide richtingen één tot twee keer per uur in Benthuizen en wordt geëxploiteerd door Qbuzz.

## Bekende mensen uit Benthuizen
- Lambertus Gerardus Cornelis Ledeboer (1808–1863), theoloog en predikant[3]
- Kees van der Staaij (1968), jurist en politicus[4]
- Diederik van Dijk (1971), jurist en politicus[5]

## Fotogalerij

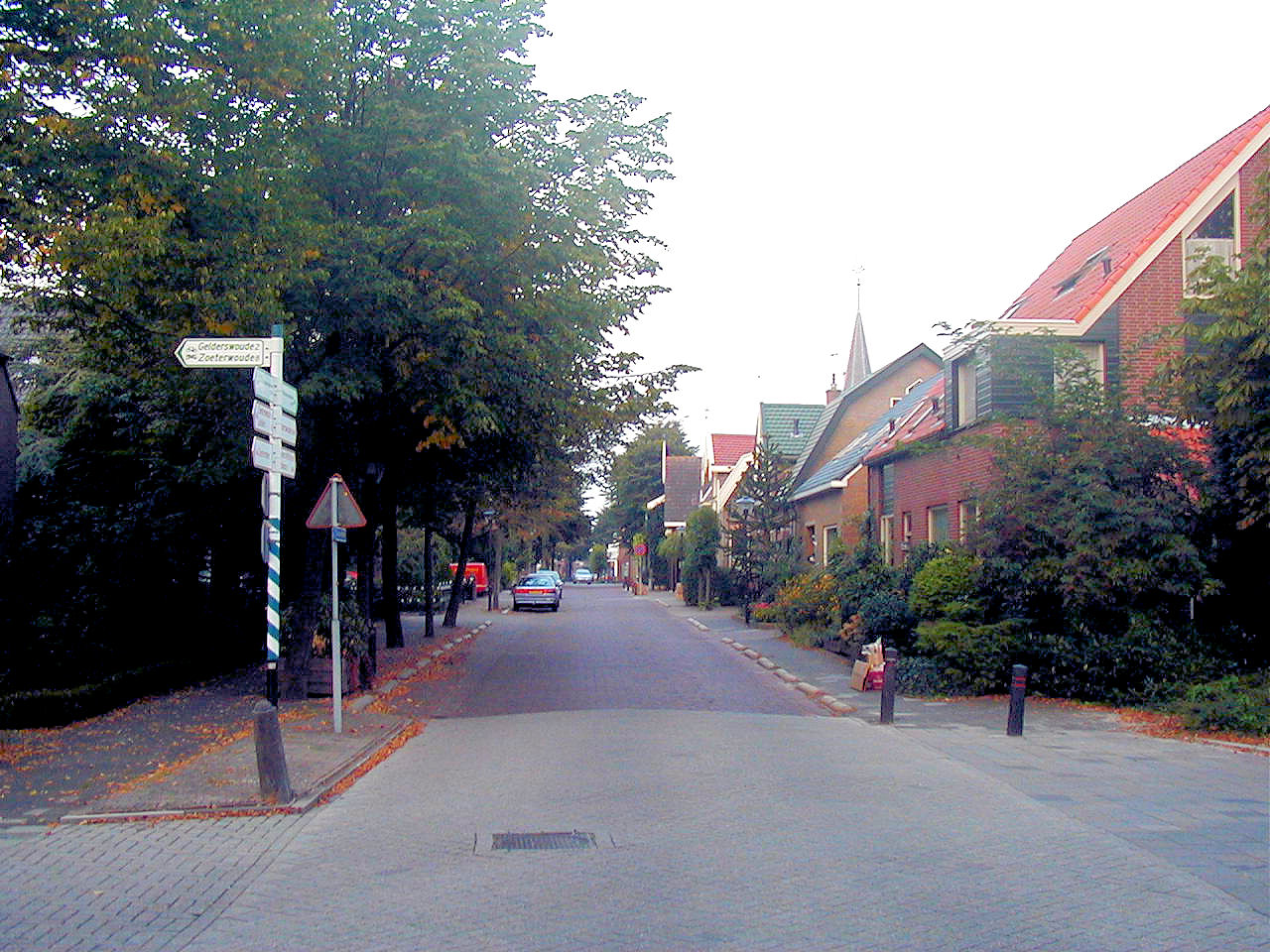
Dorpsstraat
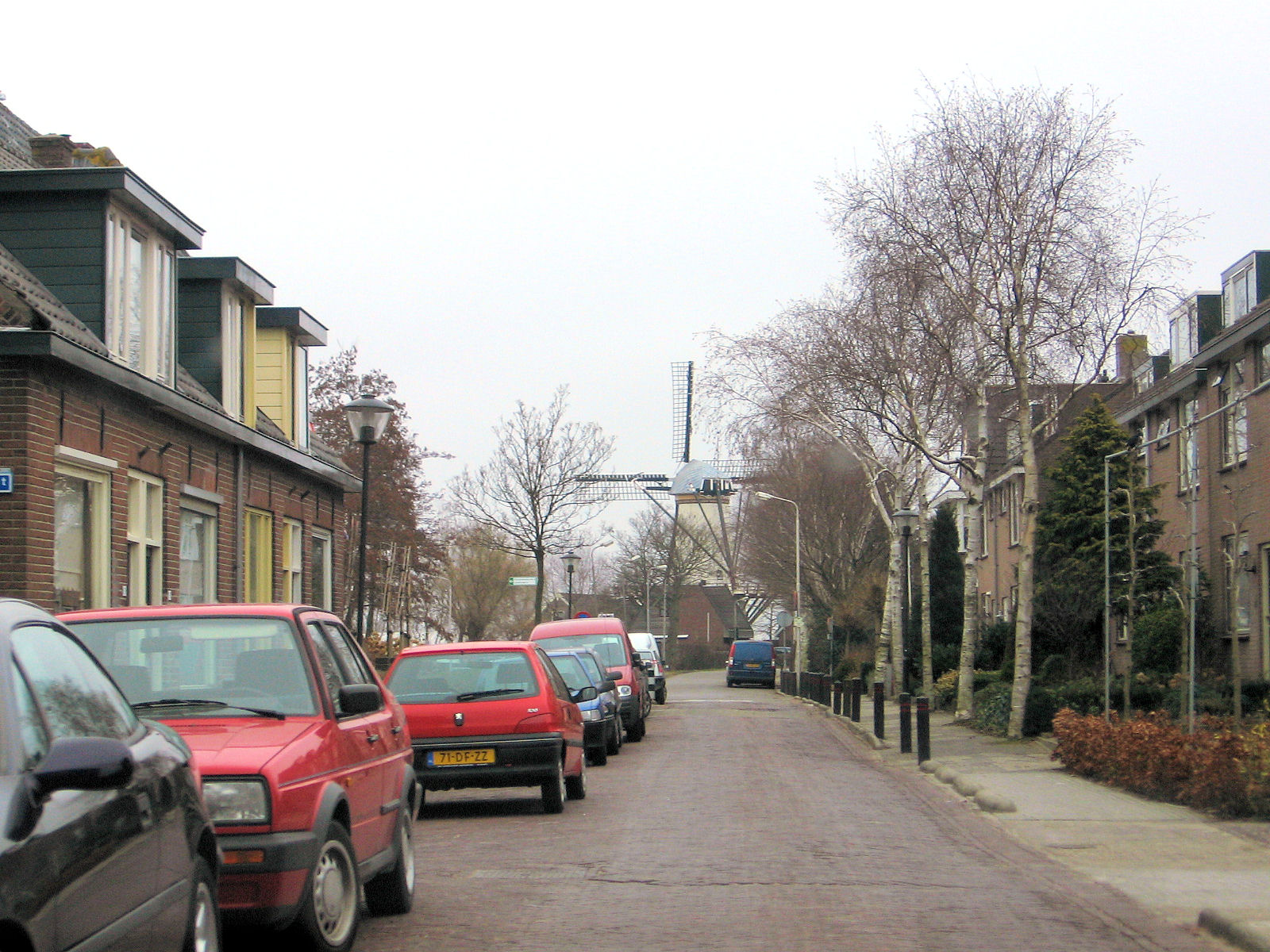
Dorpsstraat
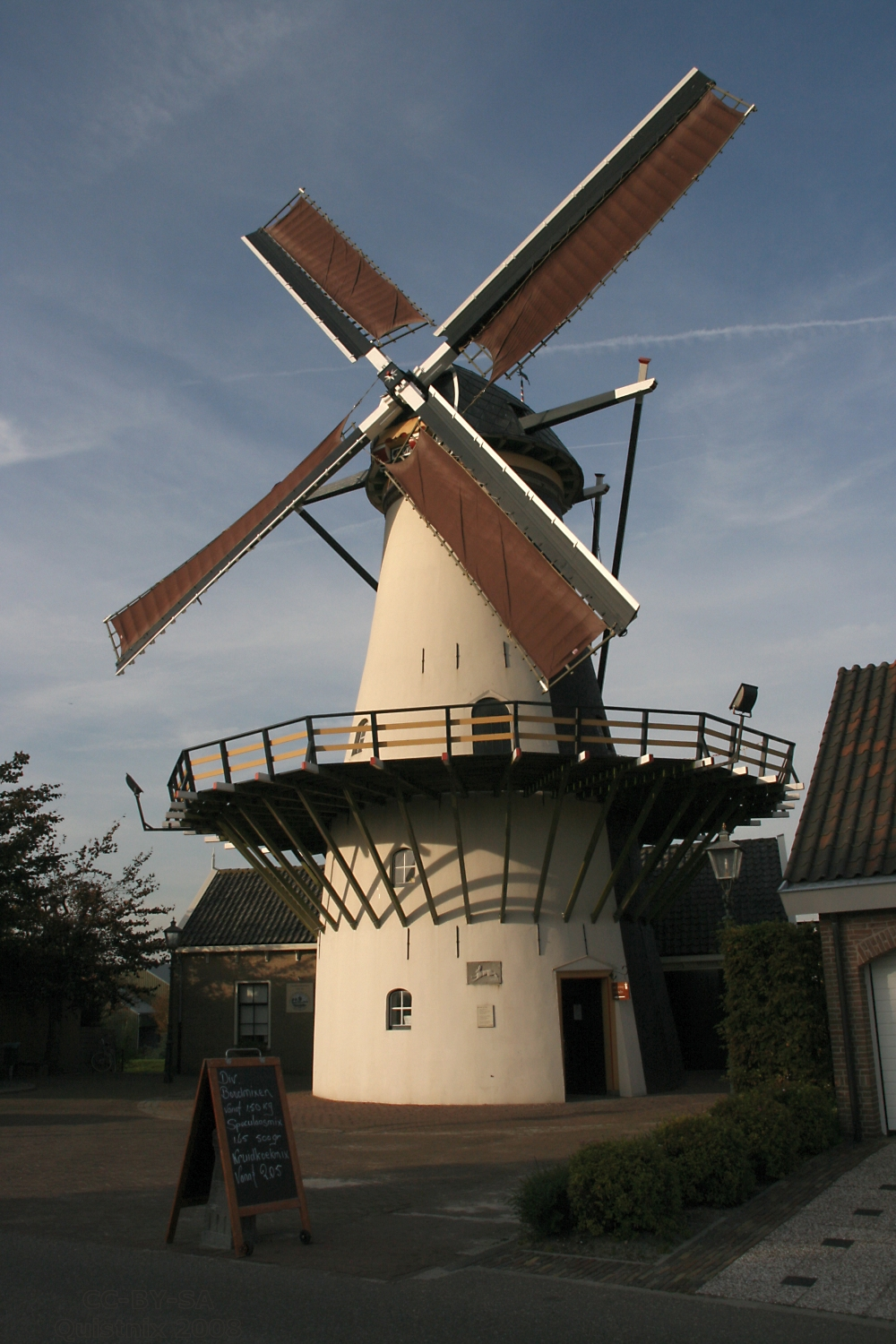
molen De Haas
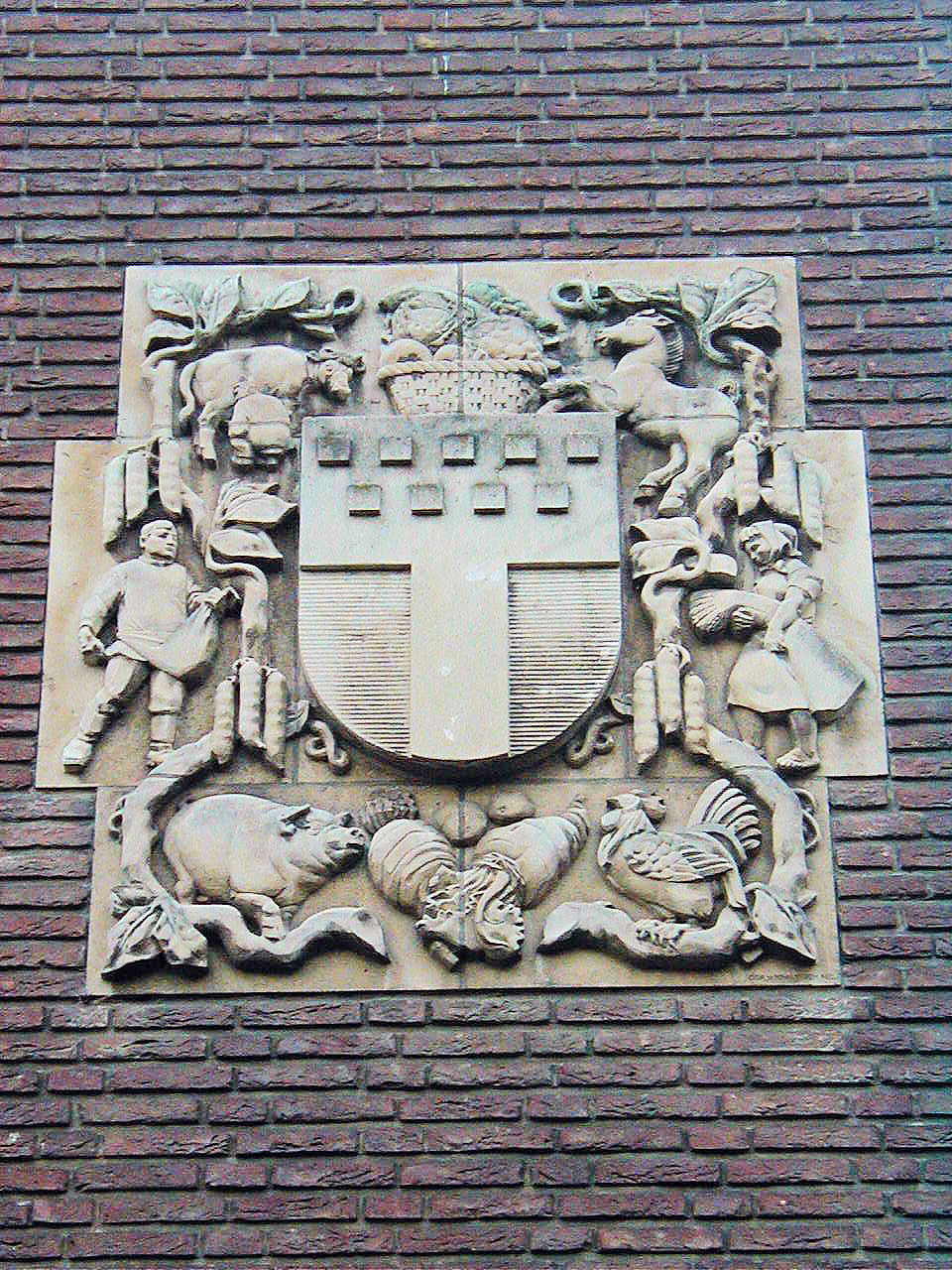
Gemeentewapen
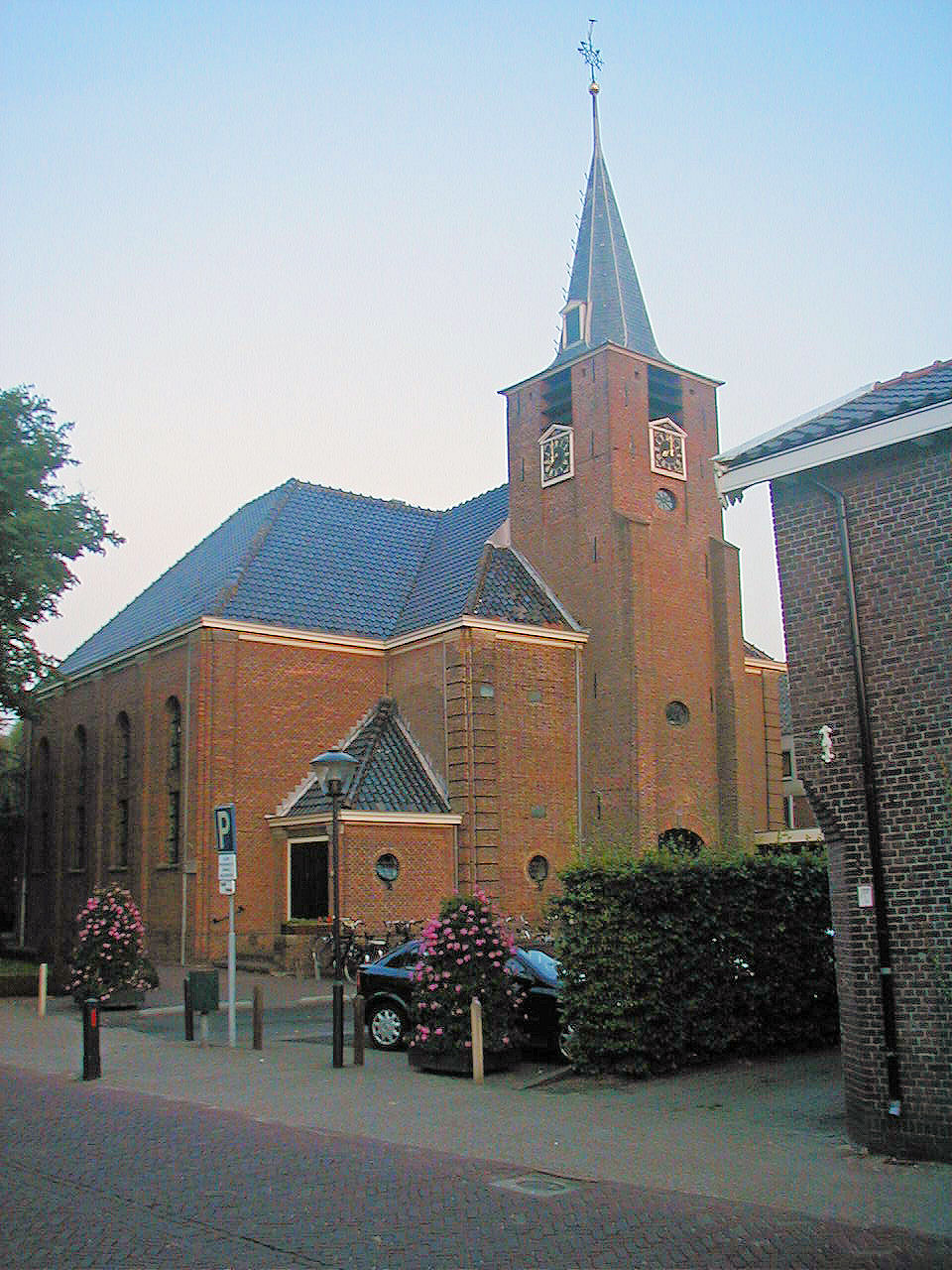
Hervormde Kerk
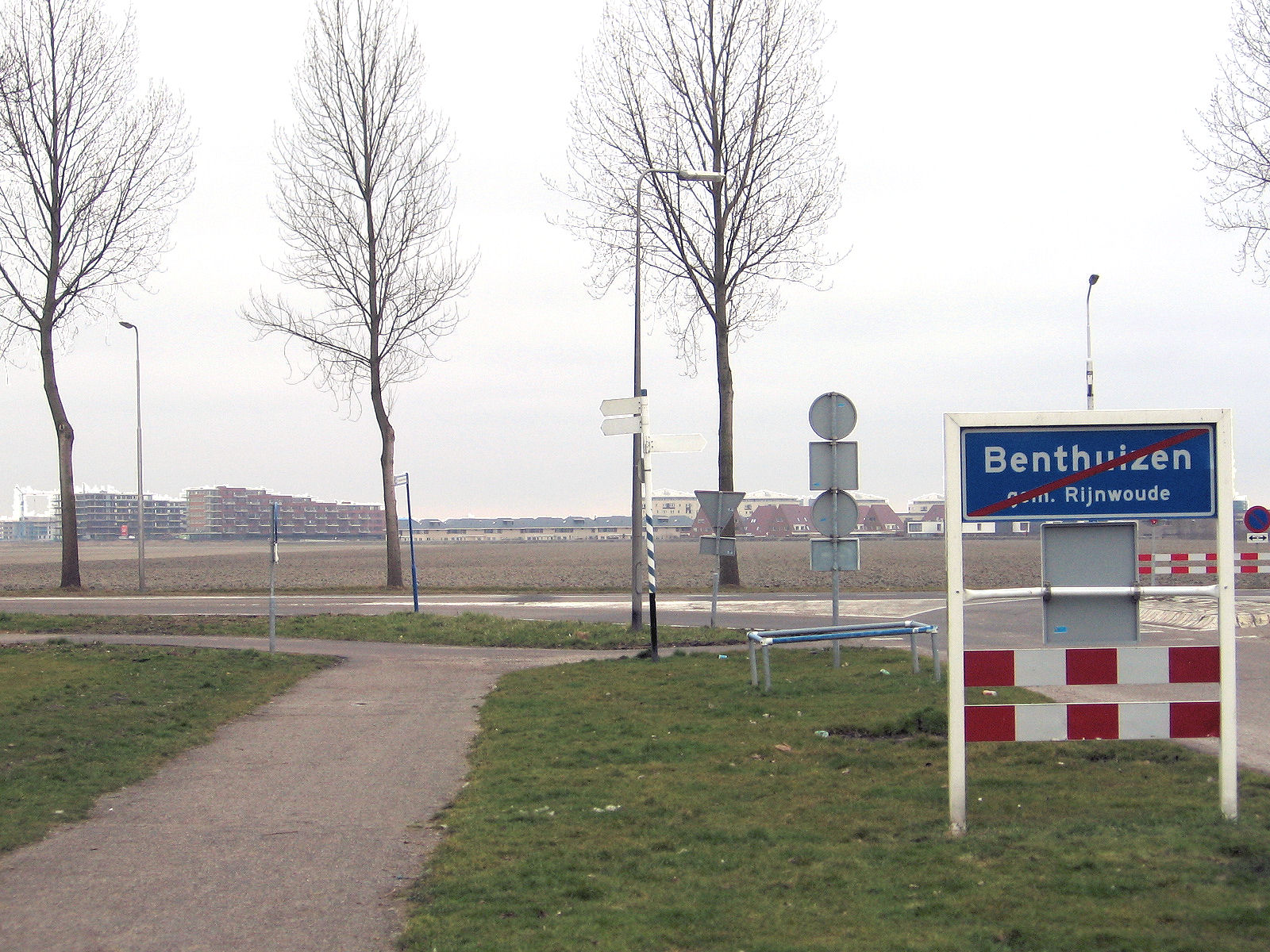
Uitzicht op Zoetermeer (2007)
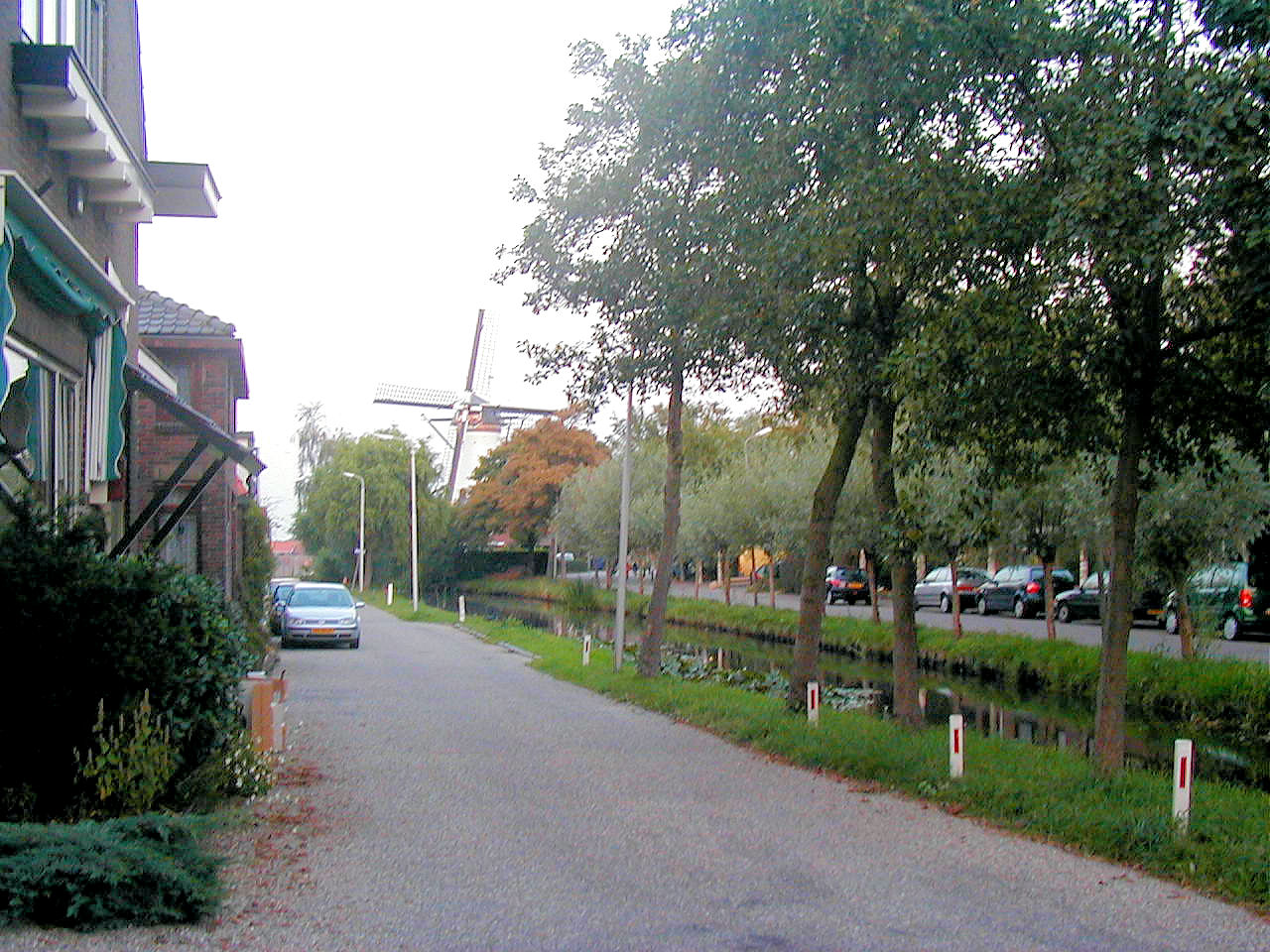
Dijk
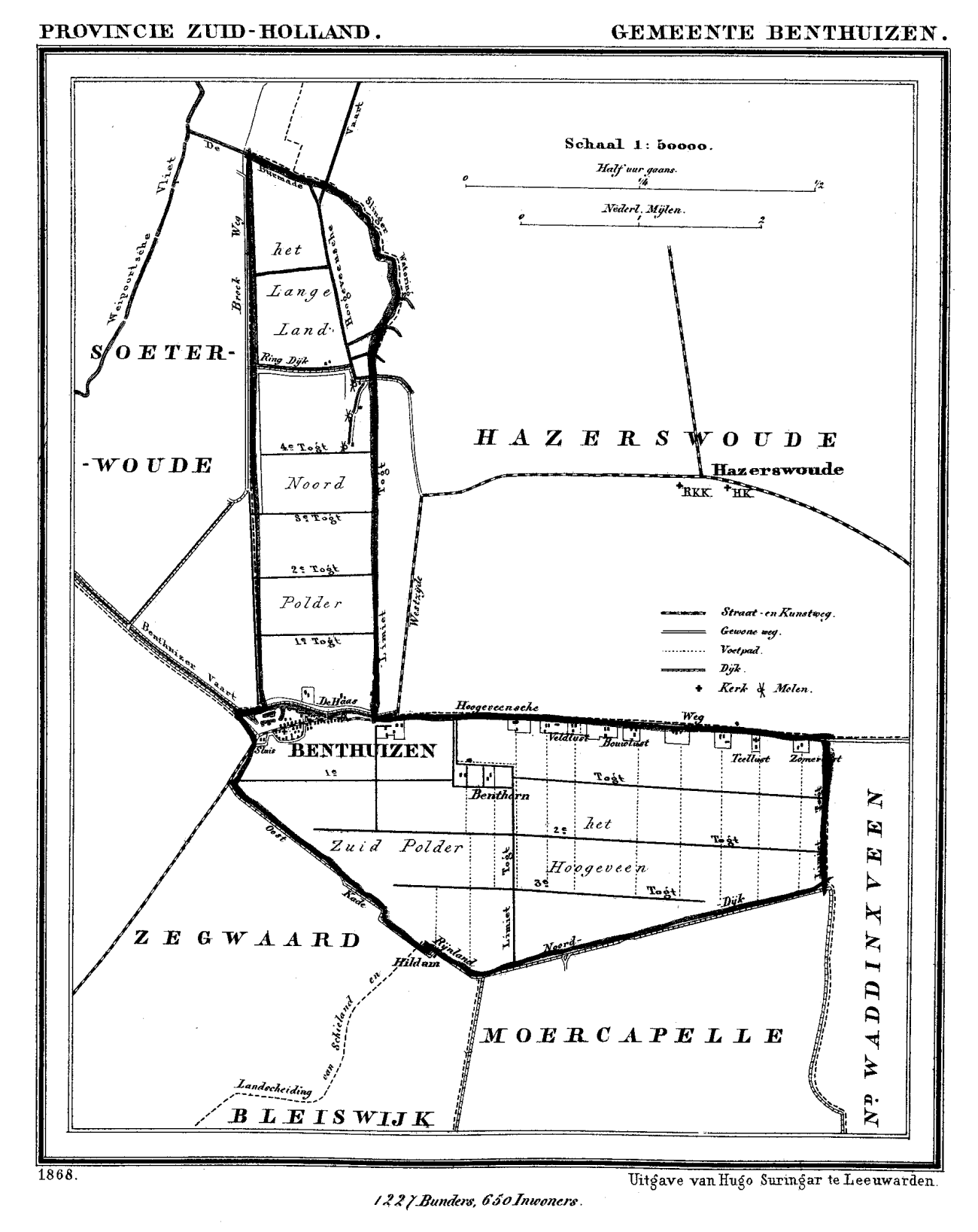
Kaart van de gemeente Benthuizen omstreeks 1868